# Lester, Alabama
Lester là một thị trấn thuộc quận Limestone, tiểu bang Alabama, Hoa Kỳ. Dân số năm 2009 là 123 người, mật độ đạt 26 người/km².